# 弗雷德里克·特曼
弗雷德里克·埃蒙斯·特曼（英語：Frederick Emmons Terman，1900年6月7日—1982年12月19日）是一位美國學者。他（與威廉·肖克利）被廣泛地認為是「矽谷之父」。 

## 教育
特曼完成化學大學學位並且取得斯坦福大學電機工程碩士學位。 他的父親路易·斯特曼是一位在美國推廣智商測驗的斯坦福大學教授。 1924年，特曼取得麻省理工學院電機工程自然科學博士學位。他的指導教授萬尼瓦爾·布希是第一位倡議國家科學基金會的人。

## 學者生涯
1925年，他回到斯坦福大學成為工程院系的一員。從1925年到1941年，特曼在斯坦福大學研究電子真空管、電路及儀器並設計學習的課程。他也寫了《無線電工程》(Radio Engineering) 一書（1932年第一版；1938年第二版，有很多改進；1947年第三版，加入涵蓋了在第二次世界大戰中所研發的新科技；1955年第四版，有了新標題：《電子與無線電工程》(Electronic and Radio Engineering)），這是在電子與無線電工程中最重要的書之一，至今此書仍是相關領域裡值得參考的資料。特曼在史丹福大學的學生有小奧斯瓦德·加里森·維拉德、威廉·休利特和戴維·帕卡德。他鼓勵其學生創建自己的公司，而且自己也投資其中幾間，有成果的公司如利頓工業和惠普。1941年特曼擔任無線電工程研究所所長及電機電子工程師學會主席。
第二次世界大戰期間，特曼在哈佛大學無線電研究實驗室指揮超過850位職員，該機構是同盟國雷達壅塞與欺騙技術源頭，用來阻斷敵人雷達，可調式接收器用來偵測雷達信號，鋁製帶狀金屬箔片，用來對敵方雷達接收器產生欺騙性的反射信號。這些對策顯著地降低雷達導引高射炮的有效性。
戰後，特曼回到斯坦福大學並且被委任為工程學院院長。1951年時，他領頭創建斯坦福創新工業園區（現在的斯坦福研究園區），在那邊，大學租賃部分土地給高科技公司。諸如瓦里安聯合、惠普、伊士曼柯達、奇異和洛克希德等公司搬進斯坦福工業園區，使該半島地區成為發明的溫床，最終成為遠近馳名的矽谷。
從1955年到1965年，他擔任斯坦福大學教務長一職。任職期間，特曼大幅擴充科學、統計與工程科系以獲得更多從美國國防部來的補助。這些補助，專利研究所產生的基金除外，幫助斯坦福大學快速向世界第一流的高等教育研究機構等級移動，矽谷的成長也急速地進行著。
1964年，特曼成為美國國家工程學院創始院士。

## 引述語錄
弗雷德里克·特曼在暮年回顧自己的創造時表示：「當我們起身在矽谷創造一個科技的學者社區時，那裡的資源並不比這裡多，而且世界上其他的人並不看好。現在，許多當初不看好的人就在這裏。」當曾經被問及是否希望他的大學斯坦福能成為教學機構或是研究機構時，他回答道：「它應該是一個學習機構。」

## 榮譽
- 1950年，他獲得IEEE榮譽獎章，理由是「他在無線電和電子工程行業的許多貢獻，就如同導師、作者、科學家與管理者。」
- 1969年，由美國工程教育學會（英语：American Society for Engineering Education）電機與電腦工程部創立「弗雷德里克·特曼獎」。惠普是贊助者，這個獎項賦予年度傑出的電機工程教育工作者。[5][6]
- 「弗雷德里克·埃蒙斯·特曼工程學者獎」是表揚斯坦福大學工程學院畢業高年班級中學術成就最好的五位學生。[7]
- 史丹福大學的「弗雷德里克·埃蒙斯·特曼工程中心」是以他的名字命名。
- 加利福尼亞帕羅奧圖的特曼中學（英语：Terman Middle School）是以特曼與他父親的名字命名。
- 韓國最有名的科學大學韓國科學技術院裡，「特曼禮堂」是在特曼製作名為《特曼報告》（《Terman Report》）的基礎報告後，以他的名字命名的。此份報告闡述大學創建的目的。

## 其他書目
- Gillmore, C. Stewart. . Stanford University Press. 2004. ISBN 0-8047-4914-0.

## 外部連結
- （英文）PBS Biography （页面存档备份，存于）
- （英文）Biography at SMECC.org （页面存档备份，存于）
- （英文）IEEE History Center biography （页面存档备份，存于）
- （英文）The Secret History of Silicon Valley （页面存档备份，存于）
- （英文）Frederick Emmons Terman Papers, 1920-1978 （页面存档备份，存于） (call number SC160; 110 linear ft.) are housed in the Department of Special Collections and University Archives at Stanford University Libraries